# Parastrophius
Parastrophius is een geslacht van spinnen uit de  familie van de Thomisidae (krabspinnen).

## Soorten
- Parastrophius echinosoma Simon, 1903
- Parastrophius vishwai Dyal, 1935